# تلسکوپ ویلیام هرشل
تلسکوپ ویلیام هرشل (به انگلیسی: William Herschel Telescope) یک تلسکوپ بازتابی نوری/فروسرخ ۴٫۲۰ متری (۱۶۵ اینچی)، f/2.5 است که سال ۱۹۸۷ در رصدخانه صخره بچه‌ها واقع در لا پالما، جزایر قناری در کشور اسپانیا قرار دارد.
تلسکوپ ویلیام هرشل که به اختصار WHT نامیده می‌شود، دومین تلسکوپ بزرگ لا پالما و دومین تلسکوپ بزرگ اروپا است که توسط گروه تلسکوپ‌های ایزاک نیوتون اداره می‌شود. برنامه‌ریزی ساخت این تلسکوپ توسط شورای تحقیقات علوم و مهندسی انگلستان (SERC) در سال ۱۹۷۴ با بودجه نهایی ۱۰ میلیون پوند آغاز شد.

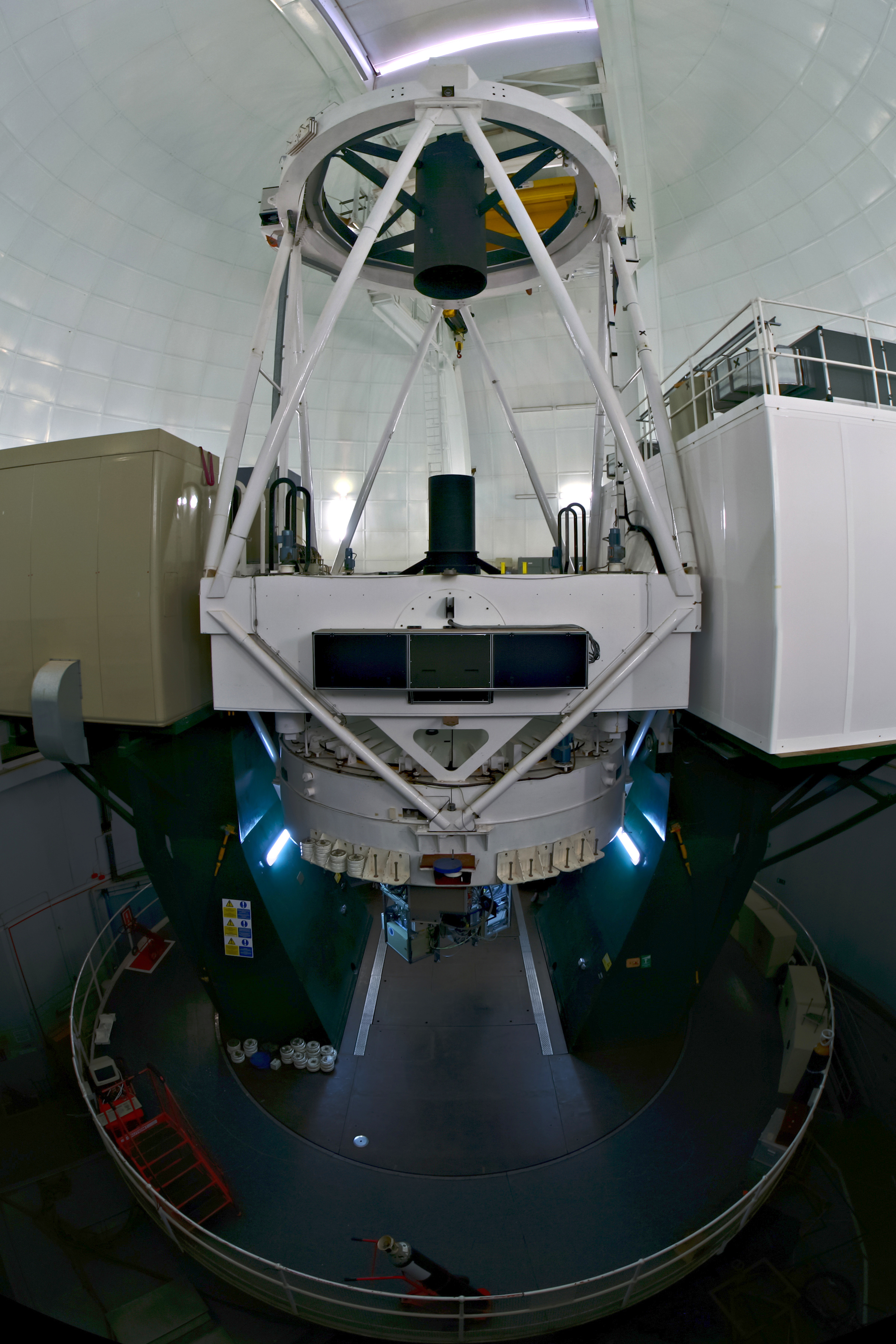
تلسکوپ ویلیام هرشل در داخل گنبد.